# Массовые беспорядки в Хасавюрте
Массовые беспорядки в Хасавюрте — события 29 сентября — 3 октября 1964 года, произошедшие в городе Хасавюрт на почве конфликта между чеченцами и лакцами.

## Ход событий
Причиной событий конца сентября — начала октября 1964 года, произошедших в городе Хасавюрте Дагестанской АССР, на национальной почве (лакско-чеченский конфликт). В общей сложности с обеих сторон в массовых драках принимало участие около семи сотен человек. Вместе с тем, холодное или огнестрельное оружие применено не было, благодаря чему убитых либо получивших тяжёлые травмы не было. Столкновения продолжались в течение недели, пойдя на убыль лишь в начале октября и прекратившись к 3 октября.
Правоохранительные органы возбудили уголовное дело по статье об организации массовых беспорядков. Были арестованы и впоследствии приговорены к различным срокам лишения свободы 9 наиболее активных участников беспорядков.

### Предыстория
12 апреля 1964 года 500 человек чеченской национальности прибыли в селение Дучи Новолакского района прибывшие требовали дать им разрешение проживать в селении Дучи, так как до сталинских репрессий 1944 года они проживали в этом населенном пункте.
После предотвращения конфликта, в процессе оперативной проверки выяснилось, что выезд указанных граждан в массовом порядке в селение Дучи подготавливался предварительно на нелегальных сборищах с провокационной целью отдельными лицами.
После  обсуждение в обкоме КПСС было возбуждено уголовное дело и решено провести по этому факту расследование, 25 апреля 1964 года возбудили уголовное дело».
Прокуратура состава преступления не обнаружила, однако обком, встревоженный периодическими приездами чеченцев к местам прежнего жительства, «дал команду» устрашения. Дело о массовых беспорядках велось по заданию дагестанских партийных руководителей. На чеченцев оказывалось моральное давление и были попытки запугивания со стороны органов госбезопасности.
29 июня и. о. прокурор Г. Аскаров доложил в отдел по надзору за следствием в органах госбезопасности о результатах расследования. Выяснились подробности, прямо связавшие «чеченский поход» на Дагестан с этническими конфликтами на Северном Кавказе периода возвращения репрессированных народов из ссылки.